# Carmo do Cajuru
Carmo do Cajuru este un oraș în unitatea federativă Minas Gerais (MG), Brazilia.